# Епістола
Епістола, або Епістолярна література — різножанрові твори художньої літератури, в яких використовується форма листа чи послання, узалежнена законами художньої умовності.
Свого розквіту епістола сягнула в добу Просвітництва: з'явилися відкриті листи-памфлети, листи-новели. У цьому жанрі написані також «Юлія, або Нова Елоїза» Ж.-Ж. Руссо, «Мандри Хамфрі Клінкера» Дж. Смоллета, «Страждання молодого Вертера» Й.-В. Гете, «Бідні люди» Ф. Достоєвського. Жанр листа використовувався в малій прозі, психологічному та соціальному романі.
В українській літературі письменники також зверталися до епістолярної форми, що спостерігається й у повістях «Музикант» і «Художник» Т. Шевченка, і в романі у листах «Намилена трава» П. Загребельного тощо. Подеколи епістола вживається і як ліричний жанр. Таким, зокрема, сприймається триптих «Листи до поета» Павла Тичини, де імітуються міркування трьох адресанток з приводу поезії та її призначення. Зверталися до цього жанру й ін. поети (Максим Рильський, Євген Маланюк, Наталя Лівицька-Холодна та ін.), подеколи витворюючи цілі цикли («Листи до коханок» Р. Бабовала).
Епістола як окремий жанр відмінна від епістолографії, власне, «літератури листів», в основі якої зберігається форма листування незалежно від функціонального призначення твору («Листи до Луцилія» Сенеки, послання Івана Вишенського, «Вибрані місця з листування з друзями» М. Гоголя тощо).